# 清塘镇 (钟山县)
清塘镇，是中华人民共和国广西壮族自治区贺州市钟山县下辖的一个乡镇级行政单位。

## 行政区划
清塘镇下辖以下地区：
清塘村、印山村、康平村、榕水村、林岩村、黄桥村、六寨村、周岩村、新合村、南妙村、五权村、新龙村、新竹村、英家村、大同村、东平村和河东村。